# Крайни точки на Северна Македония
Това е списък на крайните точки на Северна Македония, точките, разположени на север, на юг, на изток, на запад, над или под всяка друга точка от територията на страната.

## Географска ширина и дължина
- Най-северна точка: връх Анище (43°22′25″ с. ш. 22°17′37″ и. д. / 43.373611° с. ш. 22.293611° и. д.), община Крива паланка.
- Най-южна точка: местността Маркова нога (40°51′25″ с. ш. 21°07′07″ и. д. / 40.856944° с. ш. 21.118611° и. д.), община Ресен.
- Най-източна точка: връх Моравски връх също и по-старото Ченгене кале (41°43′22.85″ с. ш. 23°02′04″ и. д. / 41.723014° с. ш. 23.034444° и. д.), община Пехчево.
- Най-западна точка: местността Костенар (41°31′08″ с. ш. 20°27′12.99″ и. д. / 41.518889° с. ш. 20.453611° и. д.), община Дебър.

## Надморска височина
- Най-висока точка: връх Голем Кораб (2764 m)[1], Маврово и Ростуше. Първенец на Кораб планина, разположен на границата между Албания и Северна Македония върхът е най-високата точка и в двете страни.
- Най-ниска точка: коритото на р. Вардар, на границата между Северна Македония и Гърция, близо до град Гевгели (50 m)[1], община Гевгели.